# Список кардиналов, возведённых папой римским Григорием IX

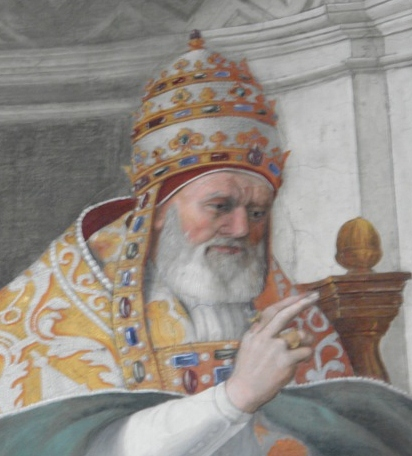
Папа Григорий IX

Кардиналы, возведённые Папой римским Григорием IX — 16 прелатов, клириков и мирян были возведены в сан кардинала на пяти Консисториях за четырнадцатилетний понтификат Григория IX.
Самой большой консисторией была Консистория от 18 сентября 1227 года, на которой было назначено шесть кардиналов.

## Консистория от 18 сентября 1227 года
- Жан Альгрин, O.S.B.Clun., латинский патриарх Константинопольский (кардинал-епископ Сабины);
- Гофредо Кастильони (кардинал-священник церкви Сан-Марко);
- Ринальдо Конти ди Сеньи (кардинал-дьякон с титулярной диаконией Сант-Эустакьо);
- Синибальдо Фиески (кардинал-священник церкви Сан-Лоренцо-ин-Лучина);
- Варфоломей, избранный епископ Шалона, во Франции (кардинал-священник церкви Санта-Пуденциана);
- Оддоне Монферратский, папский капеллан (кардинал-дьякон с титулярной диаконией Сан-Никола-ин-Карчере).

## Консистория от декабря 1228 года
- Жак де Витри, C.R.S.A., епископ Акры, в Сирии (кардинал-епископ Фраскати);
- Никколо Конти ди Сеньи (кардинал-священник церкви Сан-Марчелло).

## Консистория от сентября 1231 года
- Джакомо де Пекорара, O.Cist. (кардинал-епископ Палестрины);
- Симон де Сюлли (кардинал-священник церкви Санта-Чечилия);
- Раймон де Понс (титулярная церковь неизвестна).

## Консистория от 1237 года
- Риккардо Аннибальди (кардинал-дьякон с титулярной диаконией Сант-Анджело-ин-Пескерия);
- Франсуа Кассар (кардинал-священник церкви Санти-Сильвестро-э-Мартино-ай-Монти);
- Гай (кардинал-дьякон с титулярной диаконией Сант-Эустакьо).

## Консистория от 1239 года
- Роберт Сомеркотс (кардинал-дьякон с титулярной диаконией Сант-Эустакьо);
- Раймунд Ноннат, O. de M. (кардинал-дьякон с титулярной диаконией Сант-Эустакьо).